# نيهونغامي

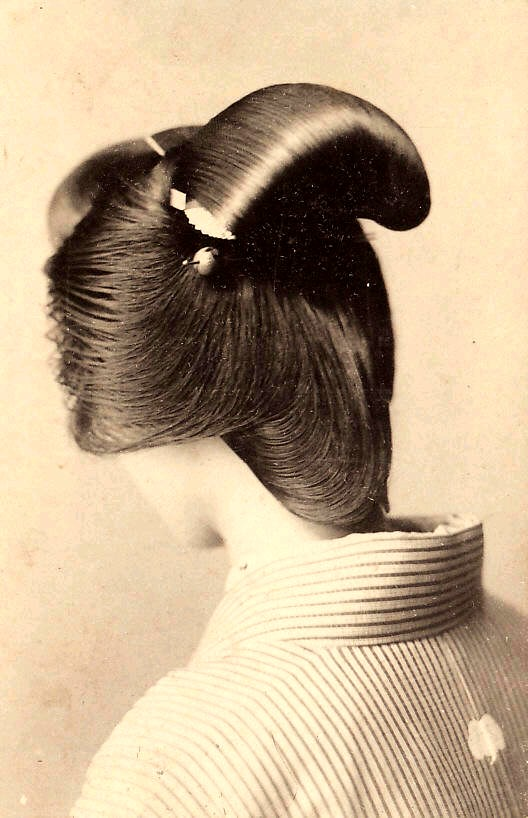
تصفيفة الشعر التقليدية للمرأة اليابانية أو النيهونغامي.

النيهونغامي (日本 髪)، هي واحدة من العديد من قصات الشعر اليابانية التقليدية، والتي يرجع تاريخها إلى فترة أزوتشي-موموياما (1568-1603) إلى نهاية فترة إيدو (1603-1868)، واليوم غالبا ما يلاحظ علىالمايكو (غيشا متدربات). تقليديا، يسرح الشعر إلى الوراء حتى ينحني إلى الخلف. ثم يتم سحب الشعر في الظهر وكذلك في المقدمة.
هناك أيضا عدة تسريحات شعر للمايكو مثل واريشنوبو (تكون فقط خلال التدريب الفعلي للمايكو، مع انحناء مستدير حول الجزء العلوي والجانبين وكعكة مستديرة في الوسط)، بالإضافة إلى الأوفوكو والياكو-شيمادا و الساكُّو. كما ترتدي المايكو في الغيون كوبو تصفيفة شعر خاصة لرقصة مياكو أودوري.
يتطلب النيهونغامي أمشاط وأكسسوارات خاصة تصاحب هذا النمط من التصفيفات عادة.، مثل شمع خاص يسمى البينتسوكي، وحلي خاصة بالشعر تدعى الكانزاشي، بالإضافة إلى الكوغاي (kogai)، والكوتوجي (kotoji) والكوشي (kushi) والبيرا (bira) وتيغارا (tegara).

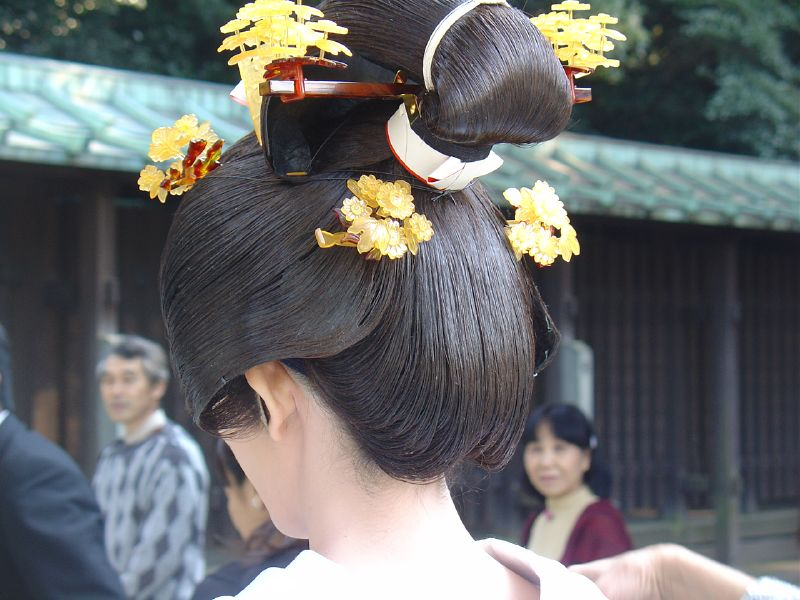
تصفيفة شعر يابانية تقليدية في حفل زفاف

تسريحات شعر يابانية أخرى:
- بونكين شيمادا
- كيكوغاسانيه
- ماييه واريه
- أوشيدوري نو هينا
- أوشيون
- شيمادا

## قائمة المراجع
1. ↑  "JAPANESE TRADITIONAL HAIR DESIGNS". مؤرشف من الأصل في 2020-01-16.

## روابط خارجية
- هذه المقالة مترجمة جزئيا أو كليا من مقالة  ويكيبيديا الإنجليزية معنونة (بالإنجليزية) «Nihongami» (طالع قائمة المشاركين في التحرير)
- هذه المقالة مترجمة جزئيا أو كليا من مقالة  ويكيبيديا الفرنسية معنونة (بالفرنسية) «Coiffure (Japon)» (طالع قائمة المشاركين في التحرير)